# Krytyka biblijna

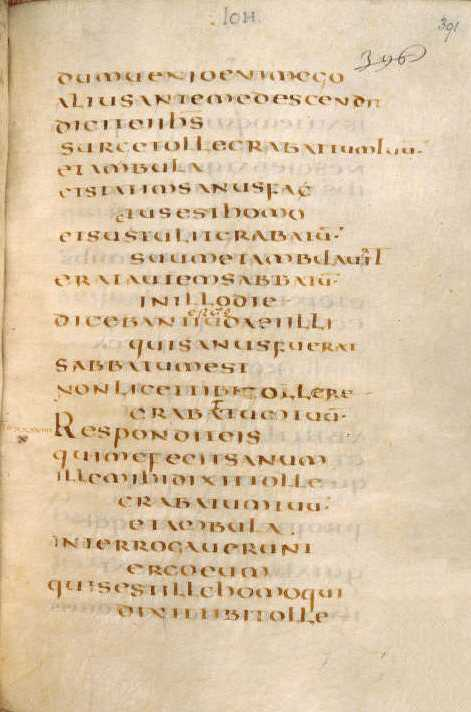
Łaciński kodeks z VI w. z fragmentem J 5,7-12 przechowywany w British Library (Harley MS 1775).

Krytyka biblijna – krytyka tekstu biblijnego, czyli odtwarzanie oryginalnej wersji poszczególnych ksiąg Starego i Nowego Testamentu z zastosowaniem metody porównywania istniejących kopii. W szerszym rozumieniu, dziedzina biblistyki zajmująca się badaniem ksiąg wchodzących w skład Biblii, formy i okoliczności ich powstania w celu formułowania obiektywnych i prawdziwych wniosków na ich temat.

## Podział
Krytykę biblijną można podzielić na następujące działy: krytyka tekstu, krytyka historyczna, krytyka literacka, krytyka kanoniczna, "nowa krytyka literacka", interpretacja "wyzwalająca".
Krytykę tekstu biblijnego, według K. Romaniuka, można podzielić:
1. Ze względu na sam charakter tekstu:
  1. krytyka tekstu oryginalnego
  2. krytyka tekstów przekładów Biblii
2. Ze względu na część Biblii, którą się zajmuje:
  1. krytyka Nowego Testamentu
  2. krytyka Starego Testamentu. Różnią się one materiałem, którym dysponują, tzn. ilością rękopisów. Podczas gdy manuskryptów NT jest ogromnie dużo, kopii ST nie zachowało się zbyt wiele i są często w złym stanie.
3. Ze względu na podejście do wariantów tekstu:
  1. krytyka edytorska czyli wydawnicza
  2. krytyka egzegetyczna.

Pierwsza poszukuje jak najwięcej wariantów tekstu, druga koncentruje się jedynie na tych wariantach, które mogą mieć bezpośredni, znaczący wpływ na rozumienie znaczenia.
Biblijna krytyka literacka – jest pokrewną do krytyki tekstu biblijnego. Zajmuje się ona: pochodzeniem księgi, autorem, strukturą literacką, celem napisania, czasem powstania, środowiskiem i jego wpływem na autora. Krytyka literacka może sięgać po teksty paralelne, odkrywając zmiany wprowadzone do treści przez autora, lub późniejszych redaktorów. Tym zajmuje się m.in. metoda historii form.
Według W.J. Harringtona krytyka biblijna ma następujący podział:
1. Krytyka tekstowa
  1. Krytyka werbalna
  2. Krytyka zewnętrzna – określanie czasu, miejsca powstania danego źródła historycznego oraz jego autora. Jest nazywana krytyką erudycyjną
  3. Krytyka wewnętrzna – analiza treści źródła historycznego oraz badanie wiarygodności autora. Jest nazywana hermeneutyką
2. Krytyka literacka
3. Krytyka historyczna[3]

## Krytyka historyczna
Ta forma krytyki biblijnej polega na ustaleniu kiedy powstał dany tekst, kto był jego autorem i historii powstania danego tekstu. Wielu autorów podejmowało się krytyki historycznej Biblii twierdząc, że autorstwo ksiąg biblijnych jest inne niż to, które przypisuje sobie sam tekst. Np. Voltaire twierdził, że można dowieść, że Pięcioksiąg Mojżesza był fałszerstwem z czasów, gdy w basenie Morza Śródziemnego panowała kultura helleńska, co widać, jego zdaniem, po tytułach ksiąg: Genesis, Exodus, Leviticus, Numeri, Deuteronomium.  Jednak Pięcioksiąg nie posiadał tytułów poszczególnych ksiąg. Także fałszerstwem z czasów kultury helleńskiej miały być, według niego, I księga Samuela i II księga Samuela, co widać na przykładzie użytego we francuskim przekładzie (z którego korzystał Voltaire) słowa Pytia (w oryginale to słowo nie występuje) na określenie wróżki, która na żądanie Saula wywołała zmarłego Samuela w Endor. W Polsce tematem tym zajmował się Zenon Kosidowski.

## Historia krytyki biblijnej

### W Kościele katolickim
Krytyczne badania nad Biblią w Kościele katolickim przeszły długą drogę rozwoju od końca XIX w.  W 1890 r. francuscy dominikanie utworzyli  w Jerozolimie Szkołę Biblijną i Archeologiczną.  W 1893 r. Leon XIII wydał encyklikę Providentissimus Deus, która stała się  magna charta katolickiej egzegezy biblijnej. W 1902 r. powołano Papieską Komisję Biblijną, a pięć lat później utworzono w Rzymie Papieski Instytut Biblijny. Razem z jerozolimską École Bilique  stał się wiodącym ośrodkiem katolickich studiów nad Biblią.
Pierwsze dziesięciolecia XX w. były czasem ożywionych dyskusji i napięć, które powodowała  obawa, że badania krytyczne mogą zaszkodzić teologicznej integralności i roli Pisma Świętego. Katoliccy teolodzy uważnie studiowali wyniki prac badaczy protestanckich.  W 1943 r. Pius XII ogłosił encyklikę biblijną Divino afflante Spiritu (pierwsze łacińskie słowa encykliki). Papież przedstawił pozytywne nauczanie na temat rodzajów literackich w Biblii. Otworzyło to nowe perspektywy pogłębionej naukowej refleksji. Do szczególnego wzmożenia studiów doszło w okresie Soboru Watykańskiego II. W studiach teologicznych intensywnie korzystano z wyników badań krytycznych, m.in. z metody historii form. W kwietniu 1964 r. ukazała się instrukcja O historycznej prawdzie Ewangelii.  18 listopada 1965 r. Sobór ogłosił Konstytucję dogmatyczną o Objawieniu Bożym Dei Verbum.  Przedstawiono w niej katolicką naukę o Objawieniu i jego przekazywaniu, o Boskim natchnieniu Pisma Świętego i jego interpretacji, o Starym i Nowym Testamencie oraz o Piśmie Świętym w życiu Kościoła. Po Soborze studia krytyczne Biblii weszły w fazę rozwoju. Nie trzeba było więcej podawać racji usprawiedliwiających zajmowania się nimi.
Katechizm Kościoła Katolickiego (pierwsze wyd. w 1992 r.) ukazał to nowe podejście krytyki biblijnej. Jego ujęcie rozwinął dokument Papieskiej Komisji Biblijnej Interpretacja Biblii w Kościele z 1993 r., wydany w setną rocznicę przełomowej encykliki Leona XIII. Zbiera on wyniki wszechstronnych poszukiwań i refleksji badań krytycznych nad Biblią, z drugiej natomiast określa szlaki, po których powinni kroczyć katoliccy komentatorzy Pisma Świętego. Na jego temat w latach 1995-96 odbyły się  w Polsce dwa Sympozja Biblistów Polskich: w Szczecinie i w Radomiu. Przełom w nastawieniu do krytyki biblijne zaowocował  zbliżeniem z egzegetami różnych wyznań chrześcijańskich oraz między egzegetami chrześcijańskimi i żydowskimi. Do tej pory Biblia, łącząca te religie, silnie dzieliła uczonych. Komentarze do Pisma Świętego miały konfesyjny i polemiczny charakter. Pisane bywały w duchu antagonizowania i pogłębiania różnic. Badania krytyczne zbliżyły egzegetów, ukazując wielowątkowość Biblii oraz bogactwo możliwych sposobów podchodzenia do niej.  Mówił o tym także dokument Papieskiej Komisji Biblijnej z 1993 r..
W dniach 5-26 października 2008 roku miał miejsce w Rzymie Synod biskupów poświęcony Słowu Bożemu w życiu Kościoła. Wydana przez Benedykta XVI adhortacja Verbum Domini zawiera podsumowanie i syntezę katolickiej refleksji na temat krytyki biblijnej.

### Historia krytyki tekstu biblijnego

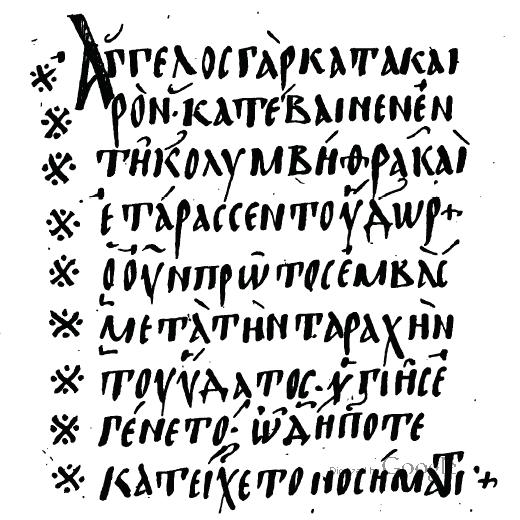
Grecki kodeks z X w. z fragmentem J 5,4 przechowywany w Bibliotece Watykańskiej.

Za ojca tej dziedziny uznaje się Orygenesa (zm. ok. 254), który w dziele Heksapla, porównującym różne wersje, stworzył cały system znaków dla oznaczania rozbieżności między poszczególnymi rękopisami. Epoka Odrodzenia zaowocowała studiami krytycznymi. W 1514 r. w Hiszpanii na Uniwersytecie Alcala opublikowano wielojęzyczne wydanie Nowego Testamentu. Rozwijane następnie przez Erazma z Rotterdamu. Richard Simon w 1678 r. wydał Historię krytyczną Starego Testamentu, którą Bossuet skrytykował, doprowadzając do zniszczenia nakładu. W 1689 r. Simon wydał Historię krytyczną Nowego Testamentu. W swej pracy notował i wykorzystywał uwagi Ojców Kościoła. Dziełami tymi zasłużył sobie na nazwę ojca krytyki tekstu. Był atakowany tak przez katolików, jak przez protestantów, którzy widzieli w jego pracach zagrożenie dla przyjętych dotąd wersji tekstów świętych. Jego kontynuatorem był J. Mill (1645–1707), J. J. Wettstein (1693–1754), który wprowadził zwyczaj umieszczania aparatu krytycznego przy wydawanym tekście biblijnym. Wydał Novum Testamentum graece et latine (Nowy Testament po grecku i łacinie). Z jego pracy korzystali w XIX w. K. von Tischendorf, B. F. Westcott, F.J.A. Hort, Hermann von Soden, Gregory i in..